# Gardo Versoza
Mennen Torres Polintan (8 de novembre de 1969, Manila, Filipines), conegut artísticament com a Gardo Versoza, és un actor filipí.